# Всесвітнє братство Асамблей Бога
Всесвітнє братство Асамблей Бога, Асамблея Божа — деномінація, що сформувалася на ґрунті п’ятдесятництва і дотримується доктрини тринітаризму.

Представлена в 213 країнах і територіях і об'єднує понад 67 мільйонів віруючих (2013 рік).
Всесвітнє братство Асамблей Бога не має єдиного центру; кожен національний союз, що входить в братство, має широку автономію і власне управління. Штаб-квартира американського відділення Асамблей Божих розташована в Спрінгфілді (штат Міссурі). Асамблеї Божі є активними учасниками Всесвітніх п'ятидесятницьких конференцій.
Початок Асамблей Бога поклала Всеамериканська конференція п'ятидесятників 1914 року в Хот-Спрінгс (Арканзас, США). Тоді близько 300 пасторів з п'ятидесятницьких громад США ухвалили рішення об'єднатися для координації місіонерських програм і видавничої діяльності. До кінця 1914 року в об'єднання влилися в цілому 531 група з 6 тис. членів.